# Eustoma wielkokwiatowa
Eustoma wielkokwiatowa (Eustoma russellianum) – gatunek rośliny z rodziny goryczkowatych pochodzący z południowej części Stanów Zjednoczonych. W zależności od sposobu jej uprawy jest to roślina jednoroczna, dwuletnia lub wieloletnia.  
Jest to roślina preriowa, spotykana głównie w Górach Skalistych.  

## Morfologia
PokrójRoślina zielna osiągająca wysokość do 80 cm.
LiścieLiście lancetowate, seledynowo-srebrzyste.
KwiatyKwiaty duże, kielichowate, tworzące luźne wiechy. Przybierają barwę fioletową, niebieską, różową oraz białą.

## Uprawa
Eustoma wielkokwiatowa potrzebuje stanowiska słonecznego. Wymaga temperatur w przedziale 18–21°C. Kwitnie w okresie od czerwca do września.
Odmiany uprawne
- 'Super Magic' – duże, pełne kwiaty. Wczesny termin kwitnienia.
- 'Queen' – białe kwiaty o postrzępionych brzegach.
- 'Pics' – biało-różowe oraz biało-fioletowe kwiaty.
- 'Carmen' – odmiana doniczkowa. Kwiaty niebieskie, kremowe, fioletowe oraz żółte.
- 'Alissa Light Apricot' – brzoskwiniowe kwiaty.